# Las Hacheras
Las Hacheras est une localité argentine située dans la province du Chaco et dans le département de General Güemes. Elle dépend administrativement de la municipalité de Miraflores, dont elle est distante de 33 kilomètres du centre urbain.
Quelque 200 familles vivent dans la région, dont certaines produisent du miel. C'est un important centre de population Wichí. En 2010, il n'était pas compté comme une population groupée.
Elle est située à 27 km de l'accès au parc national d'El Impenetrable, et constitue la dernière étape d'une route provinciale, de sorte que la zone est considérée comme très importante pour le tourisme vers la zone protégée. La zone devrait se développer en tant qu'attraction touristique. À proximité se trouve le site archéologique d'El Pelícano d'une population aborigène probablement liée à l'ancienne ville de Concepción del Bermejo.

## Voies de communication
Elle est située sur la route provinciale 9, l'épine dorsale de toute la partie nord de la province. La route est pavée jusqu'à Miraflores. En octobre 2020, un appel d'offres a été lancé pour le pavage de 31 kilomètres qui permettraient d'assurer un accès pavé à Las Hacheras.

## Infrastructure
Elle dispose d'un centre de santé, d'un poste de police, d'une salle polyvalente et d'une école, mais pas d'eau potable. Depuis 2020, elle dispose d'un accès à Internet via une liaison radio.